# Stefany June
Stefany June (Bielefeld, 1988) es una cantante y compositora de música pop alemana, y líder del grupo, originado en Holanda, que lleva su nombre. El proyecto, surgido en abril de 2010, se dedica a la música pop electrónica con influencias escandinavas, cuyo resultado es un ritmo optimista y muy bailable. Junto a su grupo, Stefany ha ofrecido actuaciones en Holanda, Alemania y Reino Unido, además de varios shows televisivos, y ha compartido escenario con grupos de talla mundial como Kaiser Chiefs, Bon Jovi o The Asteroids Galaxy Tour. Ha triunfado en festivales como el PopUp NRW o el Global Band Battle de Hard Rock Café. 
Durante los últimos 2 años Stefany June se ha dedicado a los conciertos en vivo en los Países Bajos, Alemania y el Reino Unido, incluyendo tocando espectáculos como De Wereld Draait Door, puesta en escena en el festival Hard Rock Calling en Londres Hydepark (con Bon Jovi, Kaiser Chiefs) y apoyar a The Asteroids Galaxy Tour.
El mes de noviembre, 2011 publicó el EP titulado Dibadi; actualmente está trabajando en su álbum debut, financiado a través de micromecenazgo y programado para ser lanzado en el comienzo de 2014.

## Influencias Musicales
- Lykke Li
- The Asteroids Galaxy Tour
- Feist
- Regina Spektor
- Sia
- Mia
- Ladyhawke

- Datos: Q16636118